# Spoorlijn Grävenwiesbach - Albshausen
De spoorlijn Grävenwiesbach - Wetzlar, ook wel Solmsbachtalbahn of Solmstalbahn genoemd, was een spoorlijn tussen de plaatsen Grävenwiesbach en Wetzlar in de Duitse deelstaat Hessen. De lijn was als spoorlijn 3746 onder beheer van DB Netze.

## Geschiedenis
Het traject werd door de Homburger Eisenbahn-Gesellschaft in fases geopend:
- 15 oktober 1895: Friedrichsdorf - Usingen
- 1 juli 1909: Usingen - Weilburg
- 1 november 1912: Weilburg - Albshausen

In mei 1975 nam de Deutsche Bundesbahn het besluit op dit traject het personenvervoer met bussen uit te voeren. Alleen in de weekenden was nog personenvervoer mogelijk. Op 31 mei 1985 werd het personenvervoer stilgelegd en in 1988 werd het goederenvervoer stilgelegd en opgebroken.

## Treindiensten
De Deutsche Bahn verzorgde tot 1985 het personenvervoer op dit traject met RB-treinen.

## Aansluitingen
In de volgende plaatsen was of is er een aansluiting van de volgende spoorwegmaatschappijen:

### Wetzlar
- Lahntalbahn spoorlijn tussen Koblenz en Wetzlar
- Dillstrecke spoorlijn tussen Siegen en Gießen
- Lollar - Wetzlar voormalige spoorlijn tussen Lollar en Wetzlar

### Albshausen
- Lahntalbahn spoorlijn tussen Koblenz en Wetzlar

### Brandoberndorf
- Taunusbahn spoorlijn tussen Friedrichsdorf en Brandoberndorf

### Grävenwiesbach
- Taunusbahn spoorlijn tussen Friedrichsdorf en Brandoberndorf
- Weiltalbahn spoorlijn tussen Grävenwiesbach en Weilburg